# Hendrik de Villiers
Hendrik de Villiers (Pretoria, 22 de diciembre de 1981) es un deportista sudafricano que compitió en triatlón. Ganó cinco medallas en el Campeonato Africano de Triatlón entre los años 2005 y 2011.

## Palmarés internacional
| Campeonato Africano | Campeonato Africano       | Campeonato Africano | Campeonato Africano |
| Año                 | Lugar                     | Medalla             | Prueba              |
| ------------------- | ------------------------- | ------------------- | ------------------- |
| 2005                | KwaZulu-Natal (Sudáfrica) | Medalla de plata    | Individual          |
| 2007                | Le Coco Beach (Mauricio)  | Medalla de oro      | Individual          |
| 2008                | Hammamet (Túnez)          | Medalla de oro      | Individual          |
| 2010                | Durban (Sudáfrica)        | Medalla de bronce   | Individual          |
| 2011                | Maputo (Mozambique)       | Medalla de plata    | Individual          |